# Койте-ду-Ноя
Койте-ду-Ноя (порт. Coité do Nóia) — муниципалитет в Бразилии, входит в штат Алагоас. Составная часть мезорегиона Сельскохозяйственный район штата Алагоас. Входит в экономико-статистический микрорегион Арапирака.
Праздник города — 21 сентября.